# Rohan Browning
Rohan Browning (* 31. Dezember 1997 in Sydney) ist ein australischer Leichtathlet, der sich auf den Sprint spezialisiert hat.

## Sportliche Laufbahn
Erste internationale Erfahrungen sammelte Browning bei den Weltmeisterschaften 2017 in London, bei denen er mit 38,88 s in der Vorrunde mit der australischen 4-mal-100-Meter-Staffel ausschied. Zwei Wochen später nahm er an den Studentenweltspielen in Taipeh teil und schied dort über 100 Meter, wie auch mit der Staffel in der ersten Runde aus. 2018 nahm er zum ersten Mal an den Commonwealth Games im australischen Gold Coast teil und gelangte dort über 100 Meter bis in das Halbfinale und belegte mit der australischen Staffel in 38,28 s den vierten Platz. Im Jahr darauf startete er über 100 Meter bei den Weltmeisterschaften in Doha und schied dort mit 10,40 s in der ersten Runde aus. 2021 siegte er in 10,34 s beim Canberra Track Classic und verbesserte sich anschließend beim Queensland Track Classic auf 10,05 s und qualifizierte sich damit für die Olympischen Sommerspiele in Tokio, bei denen er mit 10,08 s im Halbfinale ausschied.
2022 schied er bei den Weltmeisterschaften in Eugene mit 10,22 s in der ersten Runde aus und anschließend belegte er bei den Commonwealth Games in 10,20 s den sechsten Platz über 100 Meter und kam mit der Staffel im Vorlauf nicht ins Ziel. Im Jahr darauf siegte er in 10,26 s beim Maurie Plant Meet – Melbourne und schied bei den Weltmeisterschaften in Budapest mit 10,11 s im Halbfinale aus. 2024 gewann Browning bei den Ozeanienmeisterschaften in Suva im 100-Meter-Lauf die Bronzemedaille hinter seinen Landsleuten Joshua Azzopardi und Sebastian Sultana. Anschließend schied er bei den Olympischen Sommerspielen in Paris mit 10,29 s im Vorlauf aus.
Browning ist Student an der Universität Sydney. In den Jahren 2019, 2021 und 2023 wurde er australischer Meister im 100-Meter-Lauf.

## Persönliche Bestzeiten
- 100 Meter: 10,01 s (+0,8 m/s), 31. Juli 2021 in Tokio
- 200 Meter: 20,71 s (0,0 m/s), 21. Januar 2018 in Canberra